# Adoniscus fluviatilis
Adoniscus fluviatilis is een pissebed uit de familie Olibrinidae. De wetenschappelijke naam van de soort is voor het eerst geldig gepubliceerd in 2004 door Taiti & Ferrara.